# اشتیوان
اشتیوان، روستایی در دهستان مالین بخش مرکزی شهرستان باخرز استان خراسان رضوی ایران است.
اشتیوان: روستایی باطبیعت بکروآبشار جذاب و جاذبه های گردشگری عالی با استقبال مردمان خون گرم از جمله خانواده های غیور باخدای روبرو می شوید و نامی از بهترینها غلامرسول باخدای که مردی ما میدان مغناطیسی بالا بسیار مهمان نواز و ... 
و یادی کنیم از عباسعلی مرتضایی اشتیوانی مردی که به زادگاهش برگشته وبا عِرقی خاص به خاک زادگاهش نوایی تازه به اشتیوان داده 
باتشکر ازتمامی اهالی روستای اشتیوان که برای خفظ زادگاهشان تلاش میکنند نامی ببریم از بهترینها خانواده های مرحوم کربلایی غلامرضا باخدای و مرحوم حاج فرج الله،و حاج جمشید باخدای و حاج غلامرسول باخدای ، حق شناس ، شادمان ، غلامی ، حسینی ، نطاق و دیگر عزیزان ...

## جمعیت
بر پایه سرشماری عمومی نفوس و مسکن در سال ۱۳۹۵ جمعیت این مکان ۴۸۶ نفر (۱۶۴خانوار) بوده‌است.